# Osvald Ejveri
Osvald Teodor Ejveri (engl. Oswald Theodore Avery; 21. oktobar 1877 — 2. februar 1955) je bio američki lekar i medicinski istraživač rođen u Kanadi. Najveći deo karijere je proveo u bolnici Rokfelerovog univerziteta u Njujorku. Ejveri je bio jedan od prvih molekularnih biologa i pionir u oblasti imunohemije, ali je najbolje poznat po otkriću iz 1944, gde je sa saradnicima Kolinom Maklaudom i Maklinom Makartijem, pokazao da su geni i hromozomi napravljeni od DNK.
Nobelovac Arne Tizelijus je rekao da je Ejveri bio najzaslužniji naučnik kome nije dodeljena Nobelova nagrada, mada je bio nominovan tokom 1930-tih, '40-tih i '50-tih.
Mesečev krater Ejveri je imenovan u njegovu čast.

## Literatura
- Diamond Jr, A. M. (1982). „Avery's "neurotic reluctance"”. Perspectives in Biology and Medicine. 26 (1): 132—136. PMID 6765132. doi:10.1353/pbm.1982.0002.
- René Dubos (1976). The Professor, the Institute, and DNA: Oswald T. Avery, His Life and Scientific Achievements. ISBN 978-0-87470-022-0.. 1976, Paul & Company,
- Lehrer, Steven (2006). Explorers of the Body (2nd изд.). United States: iUniverse, Inc. ISBN 978-0-595-40731-6.
- Reichard, Peter (2002). „Osvald T. Avery and the Nobel Prize in medicine”. J. Biol. Chem. 277 (16): 13355—62. PMID 11872756. doi:10.1074/jbc.R200002200 .
- Sri Kantha S: Avery's non-recognition in Nobel awards. BioEssays, 1989; 10: 131.
- Avery OT, Macleod CM, McCarty M (2000). „Studies on the chemical nature of the substance inducing transformation of pneumococcal types: Induction of transformation by a desoxyribonucleic acid fraction isolated from Pneumococcus type III. Oswald Theodore Avery (1877-1955)”. Clin. Orthop. Relat. Res. 379 (379 Suppl): S3—8. PMID 11039746. doi:10.1097/00003086-200010001-00002.
- Austrian, R (1999). „Oswald T. Avery: the Wizard of York Avenue”. Am. J. Med. 107 (1A): 7S—11S. PMID 10451004. doi:10.1016/S0002-9343(99)00109-6.
- Barciszewski, J (1995). „[Pioneers in molecular biology: Emil Fischer, Erwin Schrodinger and Oswald T. Avery]”. Postepy Biochem. 41 (1): 4—6. PMID 7777433.
- Lederberg, J (1994). „The transformation of genetics by DNA: an anniversary celebration of Avery, MacLeod and McCarty (1944)”. Genetics. 136 (2): 423—6. PMC 1205797 . PMID 8150273. doi:10.1093/genetics/136.2.423.
- Amsterdamska, O (1993). „From pneumonia to DNA: the research career of Oswald T. Avery”. Historical Studies in the Physical and Biological Sciences : HSPS / Office of History of Science and Technology, University of California, Berkeley. 24 (pt 1): 1—40. JSTOR 27757711. PMID 11623400. doi:10.2307/27757711.
- Russell, N (1988). „Oswald Avery and the origin of molecular biology”. British Journal for the History of Science. 21 (71 Pt 4): 193—400. PMID 11621687. doi:10.1017/S0007087400025310.
- Pirie, N W (1972). „Avery in retrospect”. Nature. 240 (5383): 572. Bibcode:1972Natur.240..572P. PMID 4568407. doi:10.1038/240572a0.
- Coburn, A F (1969). „Oswald Theodore Avery and DNA”. Perspect. Biol. Med. 12 (4): 623—30. PMID 4900165. doi:10.1353/pbm.1969.0002.
- HOTCHKISS, R D (1965). „Oswald T. Avery: 1877-1955”. Genetics. 51: 1—10. PMID 14258070.
- „Oswald Theodore Avery, 1877-1955”. J. Gen. Microbiol. 17 (3): 539—49. 1957. PMID 13491790. doi:10.1099/00221287-17-3-539 .
- DOCHEZ, A R (1955). „Oswald Theodore Avery, 1877-1955”. Trans. Assoc. Am. Physicians. 68: 7—8. PMID 13299298.
- Stegenga, Jacob (2011). „The chemical characterization of the gene: vicissitudes of evidential assessment”. History and Philosophy of the Life Sciences. 33 (1): 105—127. PMID 21789957. Архивирано из оригинала 21. 01. 2015. г. Приступљено 17. 06. 2012.

## Spoljašnje veze
- „Osvald Ejveri”. Архивирано из оригинала 14. 03. 2010. г. Приступљено 17. 06. 2012.
- Publikacije